# باشگاه فوتبال آ.ث. کرما ۱۹۰۸
آسوچیاتزیونه کالچو کرِما ۱۹۰۸ یا آ.ث. کرما (ایتالیایی: Associazione Calcio Crema 1908)، یک باشگاه فوتبال ایتالیایی است که در شهر کرما, استان لمباردی است و در حال حاضر در سری دی بازی می‌کند.
این باشگاه بلافاصله پس از جنگ جهانی دوم در ۳ فصل سری بی با هدایت رناتو اولمی قهرمان جهان، شرکت کرد.